# Tobias Figueiredo
Tobias Figueiredo Pereira (Sátão, 2 febbraio 1994) è un calciatore portoghese, difensore dell'Athl. Paranaense in prestito dal Fortaleza.

## Caratteristiche tecniche
Gioca come difensore centrale, ma occasionalmente può giocare come mediano.

## Carriera

### Nazionale
Viene convocato per le Olimpiadi 2016 in Brasile.

## Palmarès

### Club

#### Competizioni nazionali
- Supercoppa di Portogallo: 1

Sporting Lisbona: 2015
- Coppa di Lega portoghese: 1

Sporting Lisbona: 2017-2018